# سلطنة عفت
سلطنة عِفَت أو عِفَة او آيفات وكانت تعرف ايضاً بمملكة جبرت هي إحدى إمارات الطراز الإسلامي السبع التي قامت في الشرق والجنوب الشرقي من الحبشة من القرن الثالث عشر وحتى أوائل القرن الخامس عشر. وسميت بإمارات الطراز الإسلامي لأنها على جانب البحر كالطراز له، وقد أسماها المقريزي بممالك زَيْلَع وتقابل اليمن في جزيرة العرب، وتحرس باب المندب من الجهة الغربية. وهذه الإمارات السبع هي عفت ودوارو وأرابيني وهدية وشرحا وبالي ودارة.

## التاريخ
نشأت هذه الإمارات الإسلامية السبع، وغيرها من الإمارات الإسلامية في المنطقة مِن الهجرة التدريجية من الجزيرة العربية إليها، منذ القرن الأول للهجرة/السابع للميلاد. وقد ارتبطت هذه الإمارات أو الممالك بـالعالم الإسلامي، وتوطدت صلتها به، عن طريق التجارة أو الحج، وعن طريق طلاب العلم الذين كانوا يدرسون في المدن العربية الإسلامية الكبرى. وكانت هذه الإمارات تعيش على الزراعة المحدودة، وتربية المواشي، والتجارة. فموقعها يجعلها متحكمة في الطريق التي تصل البحر الأحمر وخليج عدن بداخل الحبشة. وكانت مساكنها متواضعة، مبنية من الطين والخشب والحجر. وكانت هذه الإمارات تابعة سياسياً لملك الحبشة، وتدفع له الجزية سنوياً، مع بقائها على الدين الإسلامي، ولها سلاطينها المسلمون، الذين كانت لهم مظاهر المُلك المختلفة، من عروش، وحجّاب ومواكب. كما كان لها مساجدها المزيَّنة بالزخارف، وشيوخها، وفقهاؤها. وكان أهل هذه الإمارات على مذهب أبي حنيفة خلا عفت فإن غالب أهلها كانوا شافعية ويتكلمون اللغتين العربية والحبشية.
وكان ينظر إلى عفت على أنها أقوى الإمارات الإسلامية في الصومال وقتها ، وتقع في شماليها الشرقي بين الصومال وإريتريا. وقد أسسها قوم من قريش من بني هاشم من ولد عقيل بن أبي طالب قدموا من الحجاز، واستوطنوا عفت المدينة التي تقع غربي زيلع اليوم، والتي تسمى أيضاً «جَبَرت»، أو «جَبَرة». وظهر من بينهم نحو عام 684هـ/1285م زعيم أسمه عمر ولقب بوَلَشْمَع وقد حكم عفت وتوسع فيما حولها، وأعترف بسلطان نجاشي الحبشة الذي كان يلقبه المسلمون «الحَطِّي»، ووافق هذا على أن يكون الحكم لأبناء عمر من بعده. ويبدو أن هذه الأسرة العربية الحاكمة قد حلّت محل أسرة عربية أخرى، سادت في هضبة شَوا الشرقية، وتنتسب، بحسب الرواية إلى [بني مخزوم] القرشيين الذين أقاموا دولة في تلك المنطقة منذ عام 283هـ/896م.
وكانت إمارة عفت خصبة التربة، موفورة المياه من المطر، وفيها نهر صغير. ومن منتجاتها قصب السكر، والحبوب، وثمار الفواكه، والخضراوات، وكانت تجارتها ناشطة، لسيطرتها على الطريق بين زيلع والداخل. وكانت لها صلاتها مع مصر وحكامها المماليك، وتتعامل بالنقد المصري المملوكي.
ويظهر من تاريخ أسرة وَلَشْمَع العربية التي حكمت عفت أنها منذ تأسيسها أخذت على عاتقها تحرير عفت من التبعية الحبشية المسيحية، والأستقلال بالأمر، ونشر الدين الإسلامي، والتوسع في المناطق المجاورة على حساب الحبشة، حيث تتوافر سلع مهمة للتجارة؛ كالجلود، والعاج، والصمغ، والذهب، والبهار. وهكذا تزعمت عفت حركة الجهاد الإسلامي في الحبشة، مع أنها أضطرت إلى أن تخضع مدة محدودة لمملكة داموتالوثنية قربها. وكان جيشها يتألف من خمسة عشر ألف فارس وأكثر من عشرين ألف راجل. وكانت عادة الملك أن يوزع على الأمراء والجند سنوياً عدداً من البقر، كما كان يسمح لمن شاء منهم أن يزرع الأرض ويستغلها. وقد حظي سلطان عفت بالأحترام من سلاطين الإمارات الإسلامية الأخرى، فانقادوا له.
وإذا كان هذا موقف إمارة عفت من الحبشة فإن الحبشة عزمت منذ وصول الأسرة السليمانية إلى الحكم فيها، سنة 1270م على تدعيم سلطتها، وتوسيع ملكها على حساب الإمارات الإسلامية المطوّقة لها من الجنوب والشرق، ذلك أن تلك الإمارات كانت تفوق مساحتها أرض مملكة الحبشة نفسها، وتسيطر على الموانئ، وتعزلها عن البحر، وتتحكم في التجارة، وتدين بدين غير دينها، وتناصبها العداء. وكانت علاقة الحبشة بتلك الإمارات تتأثر أيضاً بمعاملة حكام مصر المماليك للأقباط في أرضهم؛ ذلك أن الكنيسة القبطية كانت مشتركة بين البلدين، ويتدخل سلطان المماليك في تعيين الأسقف القبطي في الحبشة. وقد ابتدأ الصراع بين عفت والحبشة منذ أواخر القرن السابع للهجرة/الثالث عشر للميلاد، ولم يهدأ طوال قرن من الزمن، وأبرز مراحله تلك الحرب التي نشبت بين نجاشي الحبشة عمدة صهيون الأول (1313-1344م) من جهة، وسلطان عفت حق الدين الأول، وأخويه من بعده صبر الدين وجلال الدين من جهة أخرى. وقد تحالفت الإمارات الإسلامية مع عفت، وأنضم إليهم أحد أشراف مكة، وبلغ عدد الجيوش الإسلامية نحو 12 ألف جندي، ولكن هجوم النجاشي الكاسح جعل النصر من نصيبه، فنهب جميع المدن الإسلامية ومنها عَدَل، وأحرق المساجد، إلا أنه أبقى أسرة وَلَشْمَع على الحكم. ومرة أخرى أعلن سلطان عفت حق الدين الثاني أستقلاله عن الحبشة، وتحالفت معه الإمارات الإسلامية، وحارب المسلمون النجاشي سيف أرعد (1344-1372م)، وهزموا جيوشه، إلا أن حق الدين استشهد، فخلفه أخوه سعد الدين أبو البركات وتابع هذا الأخير خطة أسلافه في الجهاد، وتمكَّن مع حلفائه، من هزيمة قوات النجاشي، غير أن النجاشي عاد فحاصر مدينة زيلع وتمكن من الاستيلاء عليها وتدميرها وأستشهد سعد الدين سنة 817هـ/1415م، ولجأ أولاده إلى ملك اليمن. وظلت الحبشة تعيث فساداً وتخريباً في عفت عشرين سنة. وينظر إلى احتلال الحبشة لزيلع على أنه نهاية سلطنة عفت.
ولكن أولاد سعد الدين عادوا ثانية إلى الحبشة بدعم من ملك اليمن وعونه وأنضم إليهم من بقي من المسلمين في المنطقة. وفي هذه المرة أتخذوا من دكار جنوب شرقي هرر عاصمة لهم، لبعدها عن تهديد الحبشة. وصارت عفت السابقة تدعى «ببر سعد الدين» تكريماً لجهاده. وسمَّى الوافدون الجدد أنفسهم بـ «ملوك عَدَل». ومنذ سنة 825هـ/1415م فتحت صفحة جديدة من كفاح ملوك عَدَل. وكانت الحرب بينهما سجالاً طوال القرن التاسع الهجري/الخامس عشر الميلادي. واستطال ذلك الكفاح وأستعر أواره في النصف الأول من القرن العاشر الهجري/السادس عشر الميلادي، وبزعامة إمام عَدَل، أحمد غران أو أحمد المجاهد. إلا أن البرتغال أمدت الحبشة بالجند والمدفعية على حين قدم العثمانيون العون لأحمد غران من اليمن، بيد أن البرتغاليين والأحباش تمكنوا من التغلب عليه وسقط شهيداً في معركة واينا دجا سنة 949هـ/1543م، ولكن الحرب لم تتوقف في عهد خلفائه من بعده. وخضعت الإمارات الإسلامية في المنطقة للنفوذ الأجنبي حتى القرن العشرين حين قسمت إلى دويلات هي: الصومال وجيبوتي وإريتريا وإثيوبيا، وضمت كل دولة منها جزءاً من الإمارات المذكورة.

## قائمة السلاطين
- عمر ولسمع, 1285
- علي بن عمر ولسمع, 1285-1304
- بازيوي (أو جازيوي), 1304-1321
- حق الدين الأول, 1321-1328
- حسين, 1328-1330
- المنصور الأول من عفت, 1330-1332
- جمال الدين الأول من عفت, 1332-1335
- نصر الأول من عفت, 1335-1340
- عبود, 1340-1343
- زبير, 1343-1344
- معات ليلى (ملكة), 1344-1352
- صبر الدين الأول محمد ولخوي, 1352-1354
- قطعلي بن صبر الدين, 1354-1360
- أحمد حربي أرعد, 1360-1366
- حق الدين الثاني, 1366-1373
- سعد الدين أحمد من عفت, 1373-1415

المصدر: (Regnal Chronologies, con retoques)